# Ishøj
Ishøj é um município da Dinamarca, localizado na região oriental, no condado de Copenhaga.
O município tem uma área de 26 km² e uma  população de 21 023 habitantes, segundo o censo de 2003.